# You da One
You da One ist ein Song der barbadischen Sängerin Rihanna und war die zweite Singleauskopplung ihres Albums Talk That Talk. Die Single wurde am 14. November 2011 in den USA und am 27. Januar 2012 in Deutschland veröffentlicht. Geschrieben wurde das Stück von Rihanna, Dr. Luke, Ester Dean, John Hill und Cirkut, als Produzent fungierte ebenfalls Dr. Luke.

## Stil
Das Lied ist ein Midtempo-Pop-Song und enthält, wie viele Lieder Rihannas, karibische Elemente wie Reggae und Dancehall. Die Bridge vor dem finalen Refrain kann dem Dubstep zugeordnet werden, der sich durch einen synkopischen Rhythmus auszeichnet.

## Musikvideo
Im Schwarz-Weiß-Video zeigt sich Rihanna in Leder-Outfit und Netz-Catsuit und räkelt sich lasziv. Es wurde bemängelt, die Posen seien zu sexistisch. Überdies wurden Plagiatsvorwürfe geäußert, weil die Aufnahmen in den Videos in ihrer Ausleuchtung und in ihrem Stil den Fotografien des norwegischen Modefotografen Solve Sundsbo glichen.

## Kritiken
1 Live bewertet You da One als etwas ruhiger und chilliger als We Found Love, aber nicht weniger hitverdächtig.
Rolling Stone beschreibt das Lied als „einen weichen Kaumgummistreifen mit einem saftigen Kern“ (a chewy stick of bubblegum with a juicy center).
Focus online meint: „You Da One beginnt textlich zwar ganz reizend und harmlos mit Zeilen wie My love is your love, your love is my love. […] Wenn nicht dieser Stöhn-Sound wäre, den Rihanna hervorragend beherrscht und bei jeder sich bietenden Gelegenheit anwendet.“

## Kommerzieller Erfolg

### Chartplatzierungen
| ChartsChartplatzierungen       | Höchstplatzierung | Wochen |
| ------------------------------ | ----------------- | ------ |
| Österreich (Ö3)                | 23 (8 Wo.)        | 8      |
| Schweiz (IFPI)                 | 36 (6 Wo.)        | 6      |
| Vereinigte Staaten (Billboard) | 14 (20 Wo.)       | 20     |
| Vereinigtes Königreich (OCC)   | 16 (17 Wo.)       | 17     |

| ChartsJahrescharts (2012)      | Platzierung |
| ------------------------------ | ----------- |
| Vereinigte Staaten (Billboard) | 89          |

### Auszeichnungen für Musikverkäufe
| Land/Region                  | Auszeichnungen für Musikverkäufe (Land/Region, Auszeichnung, Verkäufe) | Verkäufe  |
| ---------------------------- | ---------------------------------------------------------------------- | --------- |
| Australien (ARIA)            | Platin                                                                 | 70.000    |
| Brasilien (PMB)              | Diamant                                                                | 250.000   |
| Neuseeland (RMNZ)            | Platin                                                                 | 15.000    |
| Schweden (IFPI)              | Gold                                                                   | 20.000    |
| Vereinigte Staaten (RIAA)    | 2× Platin                                                              | 2.000.000 |
| Vereinigtes Königreich (BPI) | Gold                                                                   | 400.000   |
| Insgesamt                    | 2× Gold · 4× Platin · 1× Diamant ·                                     | 2.755.000 |

Hauptartikel: Rihanna/Auszeichnungen für Musikverkäufe

### Auszeichnungen für Musikstreaming
| Land/Region     | Auszeichnungen für Musikverkäufe (Land/Region, Auszeichnung, Verkäufe) | Verkäufe |
| --------------- | ---------------------------------------------------------------------- | -------- |
| Dänemark (IFPI) | Gold                                                                   | 900.000  |
| Insgesamt       | 1× Gold ·                                                              | 900.000  |

Hauptartikel: Rihanna/Auszeichnungen für Musikverkäufe